# Matthias Ackeret
Matthias Ackeret (* 9. September 1963 in Schaffhausen) ist ein Schweizer Journalist, Verleger, Buchautor und Publizist.

## Leben
Ackeret wurde als Sohn eines Lehrers geboren und wuchs in Uhwiesen zusammen mit seinen Eltern und einer Schwester auf. Er studierte ursprünglich Rechtswissenschaften und schloss 1991 ab. 1998 promovierte er an der Universität Zürich mit einer Dissertation über Das duale Rundfunksystem der Schweiz. Nach seinem Studium war er in verschiedenen Funktionen bei Medien von Roger Schawinski – Tele Züri und Tele24 – sowie beim Fernsehsender S Plus als Bundeshaus-Korrespondent tätig. Seit 2002 arbeitet er als Chefredaktor der Kommunikationszeitschrift persönlich sowie dessen Onlineportal persoenlich.com, die sich mit der Schweizer Medien-, Verlags- und Werbewelt befassen.
In der Öffentlichkeit ist Ackeret ausserdem durch seine wöchentlichen Interviews mit Christoph Blocher («Teleblocher») bekannt. Die Teleblocher-Videos wurden von 2007 bis 2015 von Norbert Neininger, dem Verleger und Herausgeber der Schaffhauser Nachrichten, produziert.
Ackeret veröffentlichte sechs Bücher: einen Zürich-Reiseführer und die Romane «Die ganze Welt ist Ballermann – Karten an Martin Walser» (gemeinsam mit Manfred Klemann, 1998), «Der Hammermann» (2005), «Elvis» (2012), eine selbstironische Abrechnung mit dem Medienmilieu, und «Eden Roc» (2017). Dieser Roman stiess bei den Kritikern auf sehr gute Resonanz. Für die «Basler Zeitung» ist es ein «grosser Roman». Für grosses Aufsehen sorgte 2021 sein Roman «SMS an Augusto Venzini» (Münster Verlag), den er seinem Freund, dem Starfotografen Alberto Venzago zu dessen 70. Geburtstag gewidmet hat. Das Buch erhielt ausnahmslos positive Kritiken, so schrieb Martin Walser im Südkurier: «Ich gestatte mir, begeistert zu sein.» Das Buch erschien innerhalb kürzester Zeit in der dritten Auflage. Ackerets Sachbuch «Das Blocher-Prinzip» von 2007 ist in der Schweiz mit über 25'000 verkauften Exemplaren ein Bestseller. 2021 erschien eine aktualisierte Fassung des Buches mit dem Kapitel «Wie verhalte mich in Krisensituationen?» (angelehnt an die Coronakrise). Das Buch schaffte es 14 Jahre nach dessen ersten Veröffentlichung nochmals in die Schweizer Bestsellerliste. Ackeret schrieb unter anderem auch in der Adolf-Ogi-Biografie Unser Dölf (2017) über dessen Reise nach China, 2019 im Pfarrer-Sieber-Erinnerungsbuch «Kämpft weiter, ich hab’s heiter» über seine Bekanntschaft mit dem Zürcher «Stadtheiligen» sowie im Buch «Graubünden in 100 Geschichten» (Herausgeber Peter Röthlisberger) über das Schloss Rhäzüns und dessen Besitzer, Altbundesrat Christoph Blocher (2021).
2018 publizierte Ackeret das Buch «Die Glückssucherin. Warum Margrit Schäppi einen Lebensratgeber schrieb und trotzdem Exit wählte.» Deren Autorin – Margrit Schäppi – bat Ackeret, einen Verlag für ihre Lebensgeschichte zu finden. Als die Autorin kurz danach ankündete, mit der Sterbehilfeorganisation Exit aus dem Leben zu scheiden, versuchte sie Ackeret vergeblich von diesem Ansinnen abzuhalten. Im Nachwort setzt sich Ackeret kritisch mit der Schweizer Sterbehilfepraxis auseinander, die für ihn zu einem «unkontrollierten Geschäftsmodell» geworden ist. Nach der Buchpublikation kam es in verschiedenen Schweizer Zeitungen zu erbitterten Diskussionen über den Sinn der gängigen Handhabung der Freitodbegleitung.
Nach Übernahme der Publigroupe, zu der der Verlag des Magazins persönlich bisher gehörte, durch die Swisscom verkaufte diese den Verlag an Matthias Ackeret und Mitinvestor Manfred Klemann. Mit Klemann erwarb er 2020 zudem den renommierten Münster Verlag.
Ackeret ist regelmässiger Kolumnist bei der «Schweiz am Wochenende», welche bis 4. März 2017 «Schweiz am Sonntag» hiess, dem Tagblatt der Stadt Zürich und beim Zürcher Privatsender Radio 1, wo er zusammen mit Chefmoderator Marc Jäggi die wöchentliche Diskussionssendung «Shortlist» betreut.
Am 17. Juni 2017 erzielte er in der Sendung «Samschtig-Jass» des Schweizer Fernsehens mit zwei Differenzpunkten das beste Resultat eines Prominentenjassers und unterbot damit den elf Jahre alten Rekord des dreifachen Schwingerkönigs Jörg Abderhalden aus dem Jahr 2006.
2021 lancierte er das Komitee «Rettet den Pfauen!», dem der Werber Peter Lesch, der frühere SP-Gemeinderat Bruno Kammerer und der Condor-Werbefilmer Martin Fueter angehörten. Auf einer Internetseite konnten Abrissgegner mit ihrer Unterschrift ihren Unwillen über die vom Stadtrat und Theaterleitung geplante Umgestaltung des Zürcher Schauspielhauses äussern. Diese Aktion trug massgeblich dazu bei, dass der legendäre Pfauensaal – Premiereort von Friedrich Dürrenmatt, Max Frisch und Bertolt Brecht sowie einziges deutschsprachiges Exiltheater während des Zweiten Weltkriegs – nach mehrmonatiger heftiger Debatte doch nicht abgerissen wurde. Entscheidend war das Votum des Zürcher Gemeinderates vom 9. März 2022, das sich mit 75 gegen 39 Stimmen überraschend deutlich gegen einen Neubau, aussprach.

## Trivia
Ackeret gewann 1975 den Limerick-Wettbewerb der Radiosendung «Oder» von Hans Gmür auf Radio DRS 1. Das Preisgeld betrug 20 Franken. 
Im Roman «Angstblüte» (2006) von Martin Walser ist er als Dr. Beat Pestalozzi und im Roman «Muttersohn» namentlich erwähnt.